# Tianeptina
La Tianeptina è un farmaco ad attività ansiolitica, antidepressiva e broncodilatatrice appartenente alla classe degli antidepressivi triciclici (a cui è legato solo chimicamente ma non farmacodinamicamente) ma a differenza di questi privo di effetti collaterali di tipo anticolinergico, sedativo, cardiovascolari e sessuali. È utilizzato a volte anche nel trattamento dell'asma e dell'intestino irritabile.
Attualmente è in vendita in alcuni paesi europei come la Francia sotto il nome di Stablon o Coaxil, ma non in Italia, dove nel 2020 è stata inserita nella tabella 1 del testo unico sugli stupefacenti.

## Uso
La Tianeptina ha dimostrato di avere un effetto antidepressivo (nel trattamento della depressione maggiore) comparabile a quello di fluoxetina, amitriptilina e imipramina ma con significativamente meno effetti collaterali, essendo infatti priva di effetti sedativi, anticolinergici, sulla sfera sessuale e possedendo una lieve attività psicostimolante. Possiede un'attività ansiolitica paragonabile a quella della paroxetina.
Come alcuni altri antidepressivi (ad esempio buproprione o moclobemide) possiede un'attività psicostimolante e nootropica specie nei confronti dei deficit cognitivi indotti dalla depressione. Date queste caratteristiche e l'assenza di sedazione viene indicato come trattamento antidepressivo ed ansiolitico di prima linea, in particolare nei pazienti anziani e nella terapia da disassuefazione da alcol.
La tianeptina ha dimostrato efficacia nel trattamento della depressione associata a sindrome di Parkinson, nel trattamento del disturbo post traumatico da stress (dove ha mostrato efficacia comparabile a moclobemide e fluoxetina ma con meno effetti collaterali, specie rispetto a quest'ultima), uguale efficacia ma maggiore tollerabilità rispetto ad amitriptilina nel trattamento dell'intestino irritabile.
Un ampio studio ha mostrato una notevole efficacia della tianeptina nel trattamento dell'asma bronchiale. Altri studi ne hanno dimostrato il potenziale analgesico, anticonvulsivante e nel trattamento del deficit di attenzione ed iperattività.

## Meccanismo d'azione
La tianeptina pare avere un meccanismo d'azione complesso ed ancora poco delucidato, che si discosta ed in parte si oppone a quello dei classici antidepressivi ad oggi più utilizzati. Può perciò rappresentare una valida alternativa nel caso di pazienti non responder o che hanno sperimentato effetti collaterali intollerabili con altri antidepressivi.
Era stato inizialmente classificato come un attivatore del reuptake neuronale della serotonina (SSRE), cioè avente un meccanismo d'azione opposto a quello degli SSRI e triciclici perché si era dimostrato in grado di ridurre le concentrazioni extracellulari di serotonina nel cervello dei ratti senza però diminuirne il rilascio. In realtà la portata di questo effetto è dubbia poiché successivi studi non sono stati in grado di replicare tale risultato nel lungo termine. La tianeptina ed i suoi metaboliti non mostrano inoltre alcuna affinità apprezzabile per trasportatori e recettori delle monoammine.
Si crede che il suo effetto antidepressivo sia dovuto ad una modulazione indiretta dell'attività del glutammato, in particolare nei confronti dei recettori AMPA e NMDA, in parziale analogia con alcuni antidepressivi a rapida azione (come la ketamina). Tale attività porta al rilascio di fattori neurotrofici come il BDNF e quindi all'attivazione di meccanismi di plasticità neuronale, la cui atrofia si ritiene siano una causa della depressione.
La tianeptina si comporta inoltre come agonista nei confronti dei recettori μ-oppioidi (Ki 383 ± 183 nM ed EC50 of 194 ± 70 nM) e dei δ-oppioidi anche se con una minore potenza. Ciò può contribuire alle sue proprietà antidepressive ed ansiolitiche.
In contrasto a SSRI e triciclici, la somministrazione della tianeptina ha dimostrato causare un aumento del rilascio di dopamina nei circuiti mesolimbici ed un potenziamento dell'attività dei recettori della dopamina D2 e D3 nel cervello con un meccanismo diverso dall'agonismo diretto, dato che non mostra affinità per questi recettori.
Ha inoltre mostrato di contrastare le modificazioni neuronali indotte dallo stress in amigdala ed ippocampo, di regolare l'attività dei glucocorticoidi e dell'asse HPA e di attivare il recettore dell'adenosina A1 (che potrebbe contribuire al suo potenziale analgesico e ansiolitico).
In uno studio si è mostrata in grado di normalizzare il metabolismo dei mitocondri che risulta alterato nel corso di patologie psichiatriche come i disturbi depressivi specie se derivanti da eventi traumatici e stressogeni. È stato dimostrato essere in grado di diminuire i danni ai nervi causati da agenti chemioterapici, in particolare conservando la sensibilità tattile a seguito della somministrazione di vincristina in modelli animali e di migliorare i sintomi della fibromialgia.

## Effetti collaterali
Gli effetti collaterali della tianeptina sono in genere lievi e comprendono più comunemente mal di testa, costipazione, insonnia, sogni vividi, bocca secca, senso di vertigine.
Per via della sua elevata tollerabilità paragonabile o, secondo alcuni autori, maggiore agli SSRI (per la assenza di disturbi sulla sessualità ed effetti collaterali da sospensione), può essere raccomandato come appropriato trattamento di prima linea per i disturbi depressivi e di ansia.
Sono stati segnalati rari casi di complicazioni epatiche durante il trattamento con tianeptina.